# عين الحقل
تعتبرعين الحقل واحدة من ينابيع المياه الكبيرة الحجم في الأحساء وهي العين الثانية في الأحساء من حيث وفرة وقوة المياه المتدفقة منها، حيث يكون تدفق المياه في عين الحقل بين ينابيع الواحة ضخم جدًا فيبلغ حوالي 22500 جالون في الدقيقة الواحدة. يقع نبع عين الحقل على بعد كيلومتر شرق الهفوف، ويستخدم المياة المتدفقة من عين الحقل في سقاية مساحة كبيرة من البساتين المحيطة. وممكن وصف عين الحقل على أنها تشبه بحيرة ضخمة عند منبعها بينما في بداية جراينها نجد أنه يتفرع منها العديد من القنوات التي تقوم بتوزيع المياه لتقوم بسقاية منطقة بساتين النخيل والخضراوات وحقول صغيرة للحبوب وحدائق الفاكهة وحقول الأرز. وتعد من أكبر واحات شبه الجزيرة العربية وأكبر واحات العالم. وقد شملها التقدم الذي شمل الممكلة السعودية بأكملهـا منـذ نحـو ثلاثـة عقـود.

## أنهار عين الحقل
يتفرع من عين الحقل ستة أنهر هي:
1. نهر المازني: وتتفرع منه السواقي التالية: ساقية البويرد، وساقية المحدث، وساقية السيب، وجميعها تسقي قرية الموازن الجنوبية التي بها مسجد جويخ.
2. نهرالحريثي: ويسقي نخيل طرف الشهيبي.
  - وتصب فضلات نهر البدن والحريثي في نهرين هما نهر الخسف ونهر غزوي ويسقيان طرف الشهيبي.
3. نهر البدن: ويسقي نخيل طرف الموازن وطرف العمار وضويغط.
4. نهر الخريمة: ويسقي نخيل طرف العمار.
5. نهر الدباغي: ويسقي أيضا نخيل طرف الشهيبي.
  - وتصب فضلات نهر الخريمة والدباغي في نهر مسكين والدويدي ونعيسان وهم يروون بساتين ونخيل طرف الشهيبي.
6. نهر السقوفي: يسقي نخيل طرف الحقل.

## أنهار قريبة من عين الحقل
بالقرب من عيني الخدود والحقل توجد أكثر من خمسة وأربعين عينًا صغيرة هي:
| - عين الحويرة. - عين شبيب. - عين بو هلال. - عين السواقط. - عين أم سريويل والمعروفة الآن باسم (عين جديد). - عين أم سيف. - عين فريحة. - عين التعاضيد. - عين غصيبة والمعروفة الآن باسم عين راسبية. - عين العظيمي. - عين الكساوي. - عين الحميدي. - عين العماير والمعروفة الآن باسم عين عمارة. - عين الصباحية. - عين المحاريج. - عين مغيصيب. - عين الصباخ. - عين أبي مدلى. - عين بسيتينات. - عين برابر. - عين اللويمي. - عين الثعالب. | - عين مانع. - عين قطوة. - عين أم الليف. - عين بهجة. - عين الجابرية. - عين الزعابلة. - عين ام خنور. - عين الشميطية. - عين ام الخيس. - عين النصيرية. - عين الجزاري. - عين أم جمل. - عين القويعيات. - عين المنسفية. - الخثعمية. - عين أبو لوزة. - عين الهملة. - عين البطيني. - عين الجنوبية. - عين البدع. - عين الظليمي. - المخولية. |